# Braga Warriors
I Braga Warriors sono una squadra di football americano, di Braga, in Portogallo; fondati nel 2010 come Bracara Warriors, l'anno successivo modificarono il nome in Maximinos Warriors, per poi assumere nel 2015 il nome Braga Warriors.

## Dettaglio stagioni

### Amichevoli
| Stagione | Vin | Par | Per | Tot | PF | PS | avversaria |
| -------- | --- | --- | --- | --- | -- | -- | ---------- |
| 2017     | 1   | 0   | 0   | 1   | 21 | 0  | SFU Phénix |
| Totale   | 1   | 0   | 0   | 1   | 21 | 0  |            |

Fonti: Sito APFA- A cura di Roberto Mezzetti;

### Tornei nazionali

#### Campionato

##### LPFA
| Stagione | regular season | regular season | regular season | regular season | regular season | regular season | playoff | playoff | playoff | playoff | playoff | playoff    | playoff             |
|          | Vin            | Par            | Per            | Tot            | PF             | PS             | Vin     | Per     | Tot     | PF      | PS      | risultato  | avversaria          |
| -------- | -------------- | -------------- | -------------- | -------------- | -------------- | -------------- | ------- | ------- | ------- | ------- | ------- | ---------- | ------------------- |
| 2015-16  | 5              | 0              | 3              | 8              | 108            | 95             | 0       | 1       | 1       | 16      | 46      | Wild Card  | Paredes Lumberjacks |
| 2016-17  | 4              | 1              | 4              | 9              | 185            | 210            | 0       | 1       | 1       | 9       | 22      | Wild Card  | Porto Mutts         |
| 2017-18  | 4              | 0              | 6              | 10             | 185            | 275            | 1       | 1       | 1       | 24      | 48      | Semifinale | Portuscale Dragons  |
| 2019     | 1              | 0              | 5              | 6              | 72             | 166            | -       | -       | -       | -       | -       | Retrocessi | -                   |
| Totale   | 14             | 1              | 18             | 33             | 550            | 746            | 1       | 3       | 4       | 49      | 116     |            |                     |

Fonti: Sito APFA- A cura di Roberto Mezzetti;

#### Coppa

##### Torneio Fundadores
| Stagione | regular season | regular season | regular season | regular season | regular season | regular season | playoff | playoff | playoff | playoff | playoff | playoff    | playoff           |
|          | Vin            | Par            | Per            | Tot            | PF             | PS             | Vin     | Per     | Tot     | PF      | PS      | risultato  | avversaria        |
| -------- | -------------- | -------------- | -------------- | -------------- | -------------- | -------------- | ------- | ------- | ------- | ------- | ------- | ---------- | ----------------- |
| 2018     | -              | -              | -              | -              | -              | -              | 1       | 1       | 2       | 45      | 61      | Semifinale | Cascais Crusaders |
| 2019     | -              | -              | -              | -              | -              | -              | 0       | 2       | 2       | 30      | 57      | Semifinale | Cascais Crusaders |
| Totale   | -              | -              | -              | -              | -              | -              | 1       | 3       | 4       | 75      | 118     |            |                   |

Fonti: Sito APFA- A cura di Roberto Mezzetti;